# YOUMUST
YOUMUST（ユーマスト）は1972年に結成したフォークソングサークル。
第六学区の都立高校8校のフォークソング部と同好会の集合体。
非営利的集団であり、すべての活動は関係者以外非公開。

## 参加高校
- 東京都立江戸川高等学校
- 東京都立葛飾野高等学校
- 東京都立小岩高等学校
- 東京都立小松川高等学校
- 東京都立墨田川高等学校
- 東京都立深川高等学校
- 東京都立本所高等学校
- 東京都立両国高等学校

（五十音順）

## 目的
当時の各校でのフォークソング部（同好会）の活動では発表の場は各校の文化際程度に限られていたが、いくつかの高校が集まり、
　協力することで会場を借りてのコンサートを実現することを最大の目的とした。

## ジャンル
当時のフォークソング　ニューミュージック　ポップス（邦楽・洋楽　問わず）
　ロック（邦楽・洋楽　問わず）　歌謡曲　　　その他

## 演奏スタイル
アコースティックギター（インストルメンタル・弾き語り）からフルバンドまで

## 歴史
発足
　　1972年の春、両国高校の高橋司氏（73年卒）が各高校の代表者に
　　『個人や、一つの高校だけではコンサートは開けないが、6学区の高校が集まれば大きな会場でできる。賛同するか？』
　　と呼びかけ、これに賛同した各高校の代表者が同年の春休みに両国高校の1教室に集合した。
　　主催者の挨拶や各高校の自己紹（演奏を含む）などを行い、サークルの『YOUMUST』という名前もこの時決定した。
活動
　　1972年の最初のコンサートは、大きな階段教室のような場所で、演台にマイクを置いての演奏を行なった。
　　この日に各高校のほとんどの部員や会員が初めて一ヶ所に集結した。
　　1972年2度目のコンサートは小岩区民館のホールを借り、チケットを販売して行った。　
　　その後、年2回（夏・冬）チケットを販売してコンサートを行うようになる。
　　写真は手作りでガリ版で刷ったチケット。金額は99円だった。
　　1976年ごろからは各校の部員全員が舞台に上がれるように『シングアウト』を取り入れ、
　　個人バンドと、シングアウト両形態をとりいれたコンサートスタイルとなる。
　　活動は11年～12年続いたが、自然消滅したと思われる。
その他の活動
　　合宿を1974年から年1回、3年間ほど行った。場所は水元公園『青年の家』
現在の活動
　　2012年2月11日（土）東武ホテルレバント東京にて『YouMust四〇周年　第１回同窓会』を開催。
　　各高校73年～83年卒の卒業生を中心にライブハウスでのコンサート活動を復活。
　　（年4回のペース定期コンサートを開催。　その他ランダムでライブを開催。）
　　ホールを借りてのホールコンサートを企画実行。現行メンバーは180名近くいる。
　　　★2020年はCOVID-19の影響でコンサート活動は休止中。
　　　　メンバーはリモートでのプライベート公開で演奏を楽しんでいる。　　

## エピソード
名前の意味
　　　両国高校の1教室に集まったとき、名前を全員で考えた。いくつか候補が挙がった中で、
　　　小岩高校　片岡氏（73年卒）が提案したのが『YouMust』。
　　　意味は『あなたがやらなければダメ』という事だった。　
　　　満場一致で決定した。
1972年の高校生
　　　初めて舞台にセッティングした時は、PAというものが分らず、
　　　持っているギターアンプやベースアンプのすべてのジャックに
　　　楽器やマイクをただ押し込んで使った。
　　　ハウリングがひどかった。
シングアウトの時代
　　　学校別にすべての部員がステージに上がるには、公会堂のような広さが必要だった。
　　　当時の区民間館のステージでは間に合わず、両国公会堂などを使うようになっていた。
大人の時代
　　　2012年に復活してからは、ライブハウスを中心にいくつかのホールでコンサートを行っている。
　　　卒業するとのないクラブ活動、文化祭の開催を、非公開で続けている。
　　　使用会場例
　　　　　HOTコロッケ
YANAGI
　　　　　LIVE THEATER ORPHEUS
　　　　　本所地域プラザ BIG SHIP
　　　　　JOHNNY ANGEL
　　　　　御茶ノ水KAKADO
　　　　　BACK IN TIME
　　　　　風に吹かれて